# Iwan Bodiul
Iwan Iwanowicz Bodiul (ros. Иван Иванович Бодюл; ur. 3 stycznia 1918 w Ołeksandriwce w obwodzie mikołajowskim, zm. 27 stycznia 2013 w Moskwie) – mołdawski polityk, komunista, szef partii komunistycznej w Mołdawskiej SRR w latach 1961–1980, wicepremier ZSRR w latach 1980–1985.

## Życiorys
W 1937 skończył studia agronomiczne i podjął pracę jako agronom w obwodzie odeskim. W latach 1938–1942 studiował w Akademii Weterynaryjnej Robotniczo-Chłopskiej Armii Czerwonej w Moskwie, po czym został wcielony do Armii Czerwonej jako szef służb weterynaryjnych jednostek sowieckich. Od 1940 członek Wszechzwiązkowej Komunistycznej Partii (bolszewików). Po wojnie pracował w ministerstwie rolnictwa Mołdawskiej ZSRR i odpowiadał za zakładanie kołchozów, w latach 1948–1951 jako pełnomocnik rządu. W latach 1951–1952 był sekretarzem okręgowym Komunistycznej Partii Mołdawii w Kiszyniowie, a 1959-1961 był II sekretarzem, a od 28 maja 1961 do 30 grudnia 1980 I sekretarzem KC Komunistycznej Partii Mołdawii. W okresie swoich rządów był blisko związany z Breżniewem. W latach 1961–1986 był sekretarzem KC KPZR, a 1980–1985 wicepremierem ZSRR. W 1985 przeszedł na emeryturę i zamieszkał w Moskwie, gdzie zmarł.

## Odznaczenia
- Order Lenina (czterokrotnie)
- Order Wojny Ojczyźnianej I stopnia
- Order Czerwonej Gwiazdy (dwukrotnie)
- Order „Znak Honoru”
- Order Republiki (Mołdawia) – 3 stycznia 2003, „za długą i owocną pracę w najwyższych organach władzy państwowej, wkład w znaczący rozwój Mołdawii i dla upamiętnienia 85 rocznicy urodzin”.